# صموئيل إيرل
صموئيل إيرل (بالإنجليزية: Samuel Earle) هو سياسي أمريكي، ولد في 28 نوفمبر 1760 في مقاطعة فريدريك في الولايات المتحدة، وتوفي في 24 نوفمبر 1833 في الولايات المتحدة. حزبياً، نشط في الحزب الجمهوري الديمقراطي. وقد انتخب عضو مجلس نواب كارولاينا الجنوبية وانتخب عضو مجلس النواب الأمريكي.